# Global 1200
Le DCV Global 1200  (Derrick Construction Vessel) est un navire de service polyvalent pour les travaux offshore appartenant et opérant pour l'entreprise offshore du secteur de l'énergie TechnipFMC. Il est à la fois un navire poseur de canalisations-navire-grue et navire effectuant des travaux de construction ou des opérations d'inspection, d'entretien et de réparation (IMR).

## Caractéristiques
Le Global 1200, construit en 2010 sur le chantier naval de Singapour de la Keppel Corporation, sur conception de  Ulstein Group (en) (Ulstein Design & Solutions BV), est un nouveau navire de construction sous-marine qui accueille un système de levage lourd conçu pour gérer des projets de pose de canalisations de grand diamètre. La grue du navire convient aux travaux d'installation/de retrait de dessus de plate-forme ; et son système d'abaissement en eau profonde peut fonctionner à des profondeurs d'eau allant jusqu'à 3.000 m.Le navire est également équipé d’une grue d’une capacité de 1.200 tonnes adaptée aux travaux d’installation et de dépose. 
Il est équipé de  sous-marins télécommandés de travail (WROV)  capables d'effectuer des tâches à des profondeurs allant jusqu'à 3.000 mètres. Le déplacement vers le chantier s'effectue à une vitesse maximale de 15 nœuds et la précision de l'installation est assurée par le système de positionnement dynamique. Il y a des cabines à bord pour 264 personnes. La livraison du personnel et des marchandises peut être effectuée à l'aide d'une hélisurface.

### Articles externes
- Gobal 1200 - Site marinetraffic
- Global 1200 - Site marinemarchande
- Global 1200 - Site Ulstein (concepteur)
- Flotte de TechnipFMC - Site TechnipFMC